# Історія Буркіна-Фасо

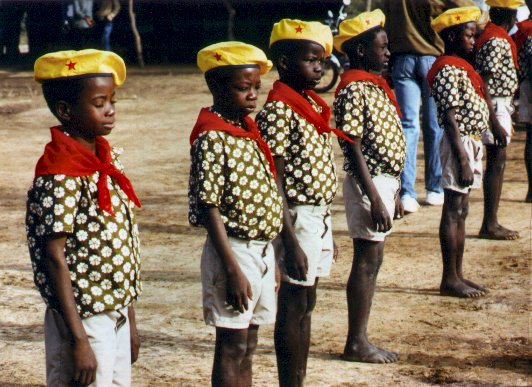
«Піонери революції» під час революції 1983-1987 рр.

На території сучасної Буркіна-Фасо з XIV століття існували держави Вогодого, Ятенга, Тенкодого і Фадан-Гурма. З XIV по XVI століття держава Ятенга завоювало частина територій сусідніх Малі і Сонгай. Наприкінці XIX почалася колонізація земель французькими колонізаторами. В 1895 році була розбита армія держави Ятенга, в 1897 році Фадан-Гурма визнала протекторат Франції. З 1904 по 1919 Верхня Вольта входила у французьку колонію Верхній Сенегал і Нігер, потім виділена в окрему колонію. У 1958 році країна отримала автномію, а в 1960 році здобула незалежність, з 1984 року має назву Буркіна-Фасо.

## Давня історія і Середньовіччя
Недавні археологічні дослідження, проведені в Буре (південний захід Нігера і південний схід сусідньої з ним Буркіна-Фасо) дозволили встановити існування тут з II по XII ст. н. е. культури Бура, що відноситься до залізної доби. Стародавнє скупчення поселень Бура-Асінда розташовується в пониззі долини річки Нігер, включаючи буркінійський регіон Бура. Подальші дослідження спрямовані на те, щоб з'ясувати роль цієї ранньої цивілізації в стародавній та середньовічній історії Західної Африки.
З часів середньовіччя до кінця XIX ст. територія Буркіна Фасо перебувала під владою народу мосі. Передбачається, що мосі прийшли в ці місця з півночі Гани, де до цих пір проживає етнічно-родинне плем'я дагомба. Протягом кількох століть селяни мосі змушені були одночасно виконувати роль хліборобів і воїнів, оскільки королівства Мосі успішно протистояли спробам насильницького навернення в іслам з боку мусульманського північного заходу, захищаючи свої споконвічні релігійні вірування і суспільний устрій.

## Французька Верхня Вольта
Коли в 1896 році на території утвердилися французи, опір мосі було остаточно придушений із взяттям їх столиці - Уагадугу. У 1919 році кілька провінцій на території нинішнього Кот-д'Івуара були об'єднані у Французьку Верхню Вольту у складі Французької Західної Африки У 1932 році колонія була розформована в цілях економії, в 1937 році відбулося адміністративне укрупнення. Після Другої світової війни мосі відновили свої претензії на отримання статусу національної автономії, і 4 вересня 1947 році Верхня Вольта як заморська територія Франції у складі Французької Західної Африки була відновлена.
Перегляд організації французьких прибережних територій почався з згадки в Основному Законі (Loi Cadre) від 23 липня 1956 року. За цим актом послідували реорганізаційні заходи, в ході яких було значно розширено самоврядування окремих територій. 11 грудня 1958 року була утворена автономна Республіка Верхня Вольта у складі Французької співдружності під егідою Франції.
У 1958 році Верхня Вольта висловила бажання приєднатися до запланованої тоді і існуючої в 1959-1960 рр. Федерації Малі (Малі і Сенегал), проте під тиском сусіднього з нею Берега Слонової Кістки вона відмовилася від участі в цій федерації.

## Незалежна Верхня Вольта

Прапор Республіки Верхня Вольта

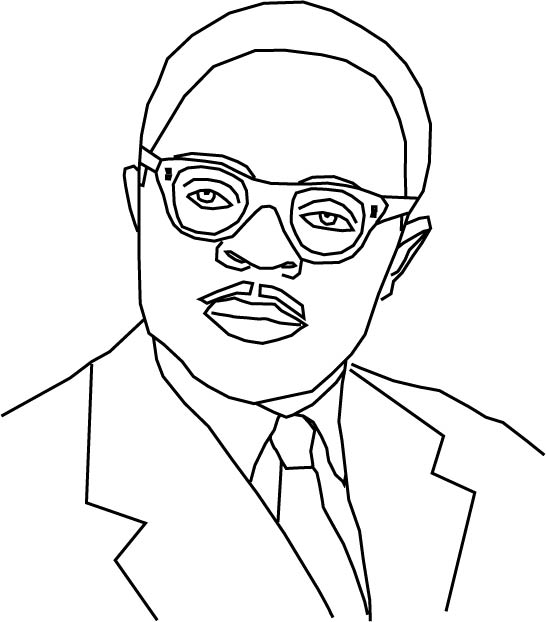
Перший президент Буркіна Фасо - Моріс Ямеого

Республіка Республіка Верхня Вольта була визнана незалежною 5 серпня 1960 року. Перший президент, Моріс Навалагмба Ямеого, очолював Вольтійскій Демократичний Союз (ВДС). Конституція 1960 року передбачала загальне виборче право, президент і національні збори обиралися на 5-річний термін. Однак незабаром після приходу до влади Ямеого були заборонені всі політичні партії, за винятком ВДС. Уряд протримався при владі до 1966 року, коли масові демонстрації і страйки студентів, робітників і державних службовців привели до військового перевороту.
В ході перевороту Ямеого був відсторонений від посади, скасовано конституція і розпущено Національні Збори. Генерал-лейтенант Сангуле Ламізана очолив новий уряд, що складається з вищих армійських чинів. Армія залишалася при владі протягом 4 років, та 14 червня 1970 року в Вольті була прийнята нова конституція, що передбачає 4-річний реабілітаційний період перед остаточним переходом до громадянського самоврядуванню. Ламізана залишався при владі впродовж 1970х років, очолюючи як військовий, так і змішаний цивільно-військовий уряд. Після конфлікту, викликаного конституцією 1970 року, була написана і в 1977 ратифікована нова. Ламізана був переобраний в 1978 шляхом відкритих виборів.
Уряд Ламізана зіткнулося з проблемою в особі традиційно могутніх торгових союзів. 25 листопада 1980 році в результаті безкровного перевороту президент Ламізана був повалений генералом Сей Зербо. Зербо організував Військовий Комітет Відновлення та Національного Розвитку як вищого органу виконавчої влади, скасувавши конституцію 1977 року.
Генерал Зербо також зустрів опір з боку профспілок і був скинутий двома роками пізніше, 7 листопада 1982 року майором Жаном-Батистом Уедраого і Радою Громадського Порятунку. Рада продовжила політику заборони політичних партій та організацій, обіцяючи надалі перехід до цивільного правління і нову конституцію.
Розвивалося запекле протистояння між реформаторами з Ради і радикалами, яких очолював капітан Томас Санкара, який в січні 1983 року став прем'єр-міністром. Інтенсивна політична боротьба і ліва риторика Санкари привела до його арешту. Були зроблені зусилля по його звільненню, координовані капітаном Блезом Компаоре. Результатом цих зусиль став ще один військовий переворот 4 серпня 1983 року.
Після перевороту Санкара очолив створений ним же Національну Революційну Раду (НРС). Також були сформовані Комітети Захисту Революції (КЗР) для «мобілізації мас» і виконання революційних програм НРС. Істинний складу НРС, який до кінця залишався таємницею, містив дві невеликі марксистсько-ленініської групи. Фактична влада в країні належала офіцерам лівих поглядів: Санкарі, Компаоре, Генрі Зонго і майору Жан-Батист Лінгані.
4 серпня 1984 року Верхня Вольта змінила свою назву на Буркіна-Фасо, що в перекладі означає «країна чесних людей». Будучи харизматичним лідером, Санкара прагнув словом, справою і особистим прикладом дати масам поштовх до розвитку.

## 5-денна війна з Малі
На Різдво 1985 року через загострення суперечностей з Малі з приводу багатою на корисні копалини Агашерської Смуги почалася війна, яка тривала п'ять днів і забрала життя близько 100 осіб. Конфлікт було врегульовано за посередництва президента Берега Слонової Кістки  Фелікса Уфуе-Буаньї і отримав назву «Різдвяна війна» в Буркіна Фасо.
Строгі революційні заходи, що вживалися Санкарою, зустріли наростаюче невдоволення і опір. Незважаючи на особисту популярність і харизму президента, у втіленні революційних ідей в життя намітилися проблеми.

## Правління Блеза Компаоре

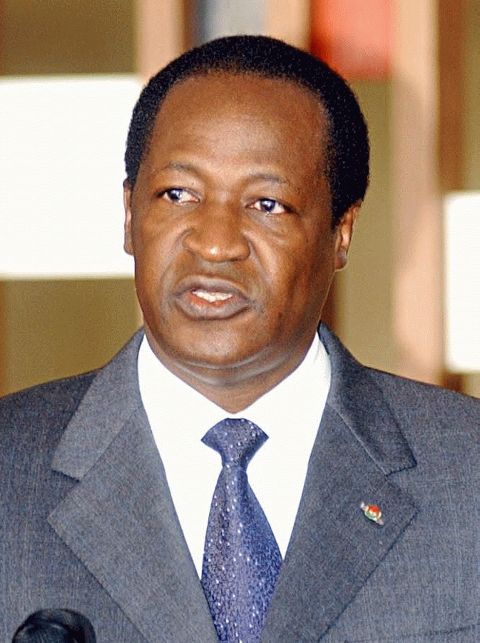
Блез Компаоре

Комітети Захисту Революції, які формувалися спочатку як громадські організації, в деяких районах взяли форму скупчень озброєних людей, що вступають у сутички з місцевими профспілками. Напруга з приводу репресивної тактики уряду і його абсолютної влади все наростало. 15 жовтня 1987 року Санкара був убитий в ході перевороту, який привів до влади капітана Блеза Компаоре.
Компаоре, капітан Генрі Зонго і майор Жан-Батист Букарі Лінгані сформували Народний Фронт (НФ), який повинен був продовжити справу революції, усуваючи «відхилення» Санкари від основного курсу. Новий уряд, усвідомлюючи необхідність у підтримці середнього класу, природним чином відійшов від політики Санкари. В рамках процесу «відкриття» країни кілька політичних об'єднань, три з них не марксистські, були прийняті під егіду політичної організації, створеної НФ в червні 1989 року.
Деякі члени лівої Організації Народної Демократії (Organisation pour la Démocratie Populaire) були проти співпраці з не марксистськими групами. 18 вересня 1989, коли Компаоре повернувся з двотижневої поїздки в Азію, Лінгані і Зонго були звинувачені в підготовці перевороту з метою позбавити влади Народний Фронт. У ту ж ніч вони були заарештовані і страчені. Компаоре реорганізував уряд, призначивши кілька нових міністрів, і прийняв на себе повноваження Міністра Оборони та Безпеки. 23 грудня 1989 року служба безпеки президента заарештувала близько 30 цивільних і військових осіб за підозрою в підготовці перевороту.
У лютому 2011 року смерть школяра спровокувала заворушення в країні, що тривали до квітня 2011 року. Придушення демонстрацій супроводжувалося введенням військ і розстрілом маніфестантів.
На тлі масових демонстрацій, спровокованих підготовкою поправок до конституції, відповідно до яких президент Компаоре, який перебуває при владі 27 років, міг знову претендувати на цей пост в майбутньому році і залишитися при владі ще на 5 років, 30 жовтня 2014 року в країні стався переворот. До влади прийшли військові. В країні введено комендантську годину. Уряд відправлено у відставку, а парламент розпущений. Замість них, буде сформований тимчасовий орган управління країною, який протягом року повинен відновити конституційний порядок .

## Поточні події
Під час повстання в Буркіна Фасо, 31 жовтня 2014 року військові оголосили про те, що Компаоре більше не керує країною. В оприлюдненій заяві від імені Компаоре говориться, що протягом 90 днів в Буркіна-Фасо повинні пройти вибори. Після відставки президента його функції на себе поклав Оноре Траоре, ставши одночасно і міністром оборони Буркіна Фасо . 
1 листопада, після пострілів в районі Президентського палацу, начальник охорони президента Ісаак Зіда зробив заяву, в якій він проголосив себе виконуючим обов'язки президента Буркіна Фасо. Після перестрілки, Оноре Траоре більше ніяких заяв не робив. Увечері, за підсумками наради військового керівництва Буркіна-Фасо, Державним лідером на перехідний період військові обрали одноголосно підполковника Ісаака Зіду. Документ про його призначення підписав начальник генштабу збройних сил країни Оноре Траоре. Раніше він повідомляв, що сам займе президентське крісло. Таким чином, говорити про другий переворот за добу не доводиться .
17 листопада 2014 року тимчасово виконувати обов'язки президента став Мішель Кафандо. Ісаак Зіда залишився главою перехідного уряду. 23 листопада 2014, Мішель Кафандо затвердив уряд Ісаака, в якому Зіда, крім прем'єр-міністра, зайняв пост міністра оборони.
17 листопада 2014, під погрозами санкцій з боку Африканського союзу, військові передали повноваження президента Мішелю Кафандо. Ісаак Зіда залишився главою перехідного уряду. 23 листопада 2014, Мішель Кафандо затвердив уряд Ісаака, в якому Зіда, крім прем'єр-міністра, зайняв пост міністра оборони.